# Distrito rural de Burnley
Burnley fue un distrito rural en el condado administrativo de Lancashire (Inglaterra) entre 1894 y 1974. 
Fue constituido bajo la Ley de Gobierno Local de 1894 y estaba dividido en veinticuatro parroquias: Altham, Barley-with-Wheatley Booth, Blacko, Briercliffe, Brunshaw, Cliviger, Dunnockshaw, Foulridge, Goldshaw Booth, Habergham Eaves, Hapton, Heyhouses, Higham With West Close Booth, Huncoat, Ightenhill, Northtown, Old Laund Booth, Read, Reedley Hallows, Roughlee Booth, Sabden, Simonstone, Wheatley Carr Booth y Worsthorne With Hurstwood.
Su superficie fue reducida en los años 1930 al ceder una parte (857 acres) de Foulridge al municipio de Colne y otra (5 acres) de Hapton al distrito urbano de Padiham. El distrito fue abolido en 1974 bajo la Ley de Gobierno Local de 1972 y su territorio repartido entre los nuevos distritos de Burnley, Hyndburn, Pendle y Ribble Valley.